# Microplitis tunetensis
Microplitis tunetensis är en stekelart som beskrevs av Marshall 1901. Microplitis tunetensis ingår i släktet Microplitis och familjen bracksteklar. Inga underarter finns listade i Catalogue of Life.